# Portugal International 1981
Die Portugal International 1981 fanden vom 30. Mai bis zum 2. Juni 1981 statt. Es war die 16. Auflage dieser internationalen Titelkämpfe von Portugal im Badminton.

## Titelträger
| Disziplin    | Sieger                      |
| ------------ | --------------------------- |
| Herreneinzel | Kevin Jolly                 |
| Dameneinzel  | Catharine Troke             |
| Herrendoppel | Ray Stevens Derek Talbot    |
| Damendoppel  | Marjan Ridder Else Thoresen |
| Mixed        | Billy Gilliland Eva Stuart  |

## Finalergebnisse
| Disziplin    | Sieger                      | Finalist                    | Ergebnis            |
| ------------ | --------------------------- | --------------------------- | ------------------- |
| Herreneinzel | Kevin Jolly                 | Derek Talbot                | 15:6, 15:4          |
| Dameneinzel  | Catharine Troke             | Eva Stuart                  | 11:6, 8:11, 11:6    |
| Herrendoppel | Ray Stevens Derek Talbot    | Billy Gilliland Kevin Jolly | 18:17, 12:15, 15:12 |
| Damendoppel  | Marjan Ridder Else Thoresen | Eva Stuart Catharine Troke  | 15:7, 18:15         |
| Mixed        | Billy Gilliland Eva Stuart  | Rob Ridder Marjan Ridder    | 8:15, 17:14, 15:11  |